# Simou
Simou (griechisch Σίμου) ist eine Gemeinde im Bezirk Paphos in der Republik Zypern. Bei der Volkszählung im Jahr 2021 hatte sie 207 Einwohner.

## Name
Ältere Forscher gehen davon aus, dass Simou seinen Namen von einem Siedler oder Gebietsbesitzer namens Simos oder Simon erhielt. Aus der allgemeinen Namensform entstand der Name Simou, den das Dorf bis heute trägt. Simos Menardos geht von der Hypothese aus, dass das Dorf möglicherweise dem zypriotischen Eupatridai Simon di Nicolo gehörte, der von Stefanos Lusignianos erwähnt wurde. Es scheint jedoch unwahrscheinlich, dass das Dorf den Vornamen seines Besitzers annahm, da Dörfer ihren Namen normalerweise vom Nachnamen der Familie erhielten (und umgekehrt). Es ist auch möglich, dass im Namen des Dorfes ein Ortsname mit einem antiken griechischen Namen erhalten bleibt.

## Lage und Umgebung

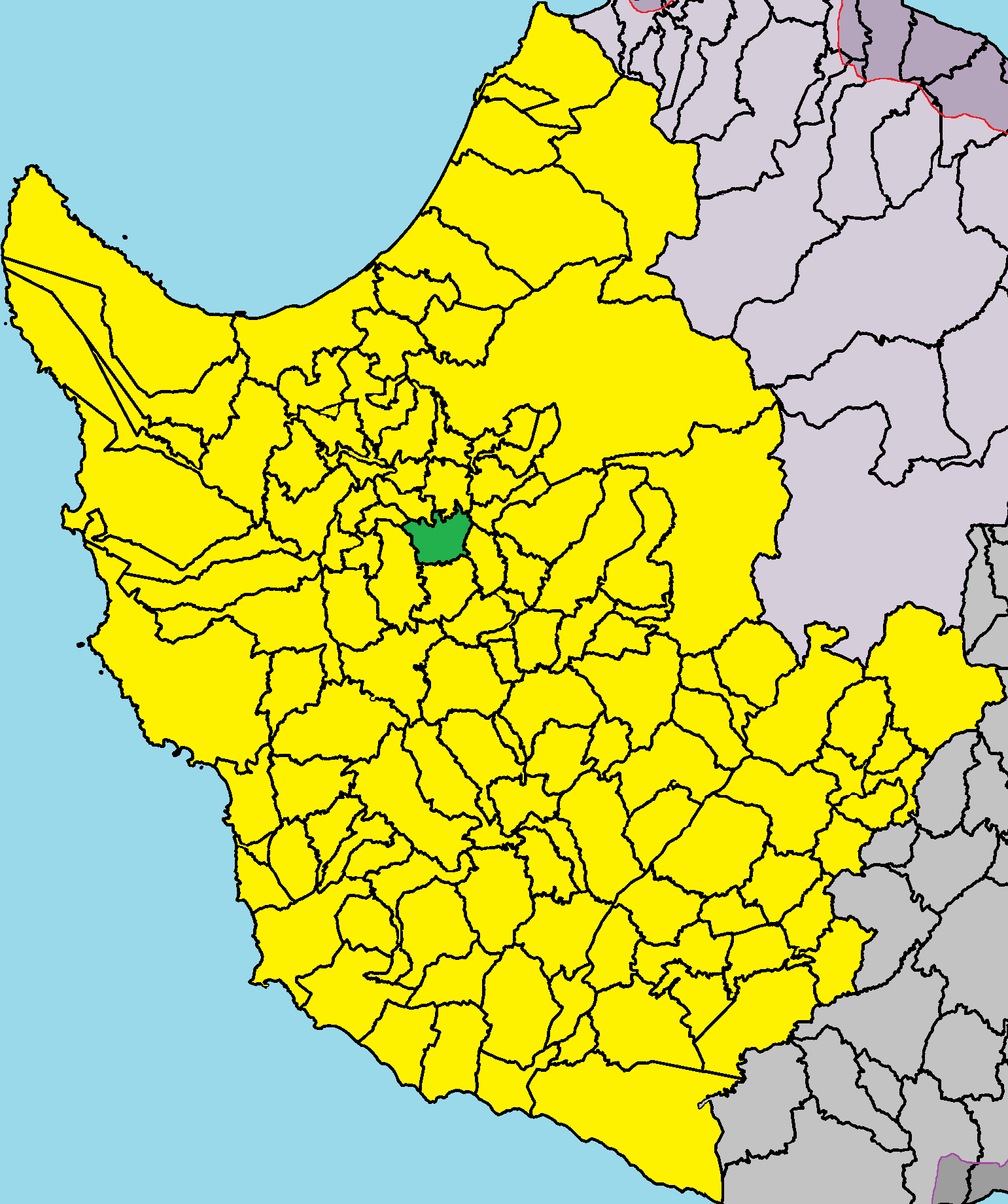
Lage im Bezirk Paphos

Simou liegt im Westen der Mittelmeerinsel Zypern auf einer Höhe von etwa 410 Metern, etwa 31 Kilometer nördlich von Paphos, 93 Kilometer nordwestlich von Limassol und 150 Kilometer südwestlich von Nikosia. Das 5,72504 Quadratkilometer große Dorf grenzt im Norden an Loukrounou, Evretou und Filousa Chrysochous, im Osten an Sarama und Lasa, im Süden an Drymou und im Westen an Giolou. Das Dorf kann über die Straße E712 erreicht werden.
Die durchschnittliche jährliche Niederschlagsmenge beträgt etwa 620 Millimeter. In der Umgebung werden Weinreben, Hülsenfrüchte, Getreide, Zierpflanzen, Zitrusfrüchte (Orangen, Zitronen, Mandarinen und Zitronen), Mandeln, Oliven sowie einige Kartoffeln, Äpfel und Birnen angebaut. Geologisch betrachtet wird das Gemeindegebiet von den Ablagerungen der Nikosia-Formation (Kalksandsteine, Geröll und Sandsteinmergel), den Ablagerungen der Athalassa-Formation (Kalksandsteine und Sande), dem Gips der Monis-Formation, den Ablagerungen der Kannavi-Formation (Bentonite und Sandsteine) und den Ablagerungen der Lefkara-Formation (Kreiden, Mergel und Keratolithe) dominiert.

## Geschichte
Es gibt Hinweise auf eine archäologische Stätte im Gemeindegebiet. Es wurden auch einige Gegenstände aus prähistorischer Zeit gefunden. Wahrscheinlich existierte Simou schon vor fränkischer Zeit, also in den byzantinischen Jahren.
Während der fränkischen Besatzung existierte es unter genau demselben Namen, allerdings wird es auf alten Karten als Sima geschrieben. Laut Louis de Mas Latrie war Simou während der Frankenzeit ein privates Lehen der Familie Zappe. Helene Zappe schenkte es Charles de Lusignan als Mitgift. Florios Voustronios erwähnt, dass nach der Neuverteilung der Lehen, die König Jakob II. nach seiner Thronbesteigung 1460 durchführte, Simou dem lateinischen Priester Klimis Kompost, zugeteilt worden sei.

### Bevölkerungsentwicklung
Die folgende Tabelle zeigt die Bevölkerung des Dorfes, wie sie in den in Zypern durchgeführten Volkszählungen erfasst wurde.
| Jahr      | 1881 | 1891 | 1901 | 1911 | 1921 | 1931 | 1946 | 1960 | 1976 | 1982 | 1992 | 2001 | 2011 | 2021 |
| Einwohner | 221  | 240  | 240  | 227  | 251  | 273  | 279  | 300  | 293  | 250  | 196  | 171  | 185  | 207  |